# Burmit
Burmit – odmiana bursztynu z Birmy koloru "sherry", czasem z odcieniem rubinowym, najbardziej cenione są bryłki o tonach perłowych i z zieloną fluorescencją.
Występuje w dolinie Hukawng i na wzgórzach Nangotaimaw – jest tam wydobywany w płytkich dołach. Kopalnie odwiedził dr Fritz Noetling, a minerał opisał dr Otto Helm. 
Burmit oraz symetyt są fluorescencyjne i pozbawione kwasu bursztynowego.
Wykorzystuje się go do wyrobu paciorków różańca.
Bursztyn birmański ma pierwszorzędne znaczenie naukowe ze względu na znaczną liczbę doskonale zachowanych skamieniałości (inkluzji), przede wszystkim owadów i roślin.